# Richard Maly
Richard Maly (* 28. Juni 1839 in Graz; † 24. März 1891 in Prag) war ein österreichischer Chemiker und Pionier auf dem Gebiet der physiologischen Chemie.

## Leben
Als Schüler und später dann auch als Student der Medizin und Chemie an der Universität Wien war Maly am chemischen Laboratorium von Johann Gottlieb im Joanneum in Graz tätig. Dabei entstanden die ersten Forschungsarbeiten. Im Jahr 1864 wurde er zum Dr. med. promoviert und im selben Jahr habilitierte er sich für Chemie an der Universität Graz. Nach einer kurzen Zeit bei Robert Wilhelm Bunsen in Heidelberg arbeitete von 1866 bis 1868 er an der medizinischen Lehranstalt in Olmütz. Hier entstand im Jahr 1868 das Lehrbuch, zusammen mit Karl Emanuel Brunner, das Lehrbuch für Mediziner und Pharmazeuten „Grundzüge der modernen Chemie“. Ab 1869 war Maly Professor für physiologische Chemie an der Universität Innsbruck und von 1875 bis 1886 Professor für allgemeine Chemie an der Technischen Hochschule Graz. 1886 erhielt er einen Ruf an die Deutsche Universität in Prag als Professor für allgemeine Chemie, eine Position, die er bis zu seinem Tode innehatte.

## Wissenschaftliche Leistungen
Maly hat den „Jahresbericht über die Fortschritte der Thierchemie“ gegründet, der 1872 zum ersten Mal erschien und die wichtigsten Fachpublikationen zusammenfasste. Maly hat sich besonders mit der physiologischen Chemie und hier mit den Verdauungsvorgängen befasst. Dabei hat er Verdauungsvorgänge außerhalb des Körpers unter Laborbedingungen mit chemisch reinen Substanzen untersucht. Dabei konnten Erkenntnisse über die Gallensäure und deren Spaltprodukte gewonnen werden. Er wurde von der Akademie der Wissenschaften in Wien, dessen Mitglied er seit 1881 war, mit einem Preis zur Förderung der Kenntnisse von den Eiweißkörpern ausgezeichnet.